# 勒韦尔内伊
勒韦尔内伊（法語：Le Verneil，法語發音：[lə vɛʁnɛj]）是法国萨瓦省的一个市镇，属于尚贝里区。

## 地理
勒韦尔内伊（45°27'47"N, 6°10'0"E）面积7.52 平方千米，位于法国奥弗涅-罗讷-阿尔卑斯大区萨瓦省，该省份为法国东部省份，历史上为薩伏依的一部分，北起上萨瓦省，西接伊泽尔省和安省，南部和东部与上阿尔卑斯省和意大利接壤。
与勒韦尔内伊接壤的市镇（或旧市镇、城区）包括：普雷勒、拉塔布勒、瓦尔热隆拉罗谢特。

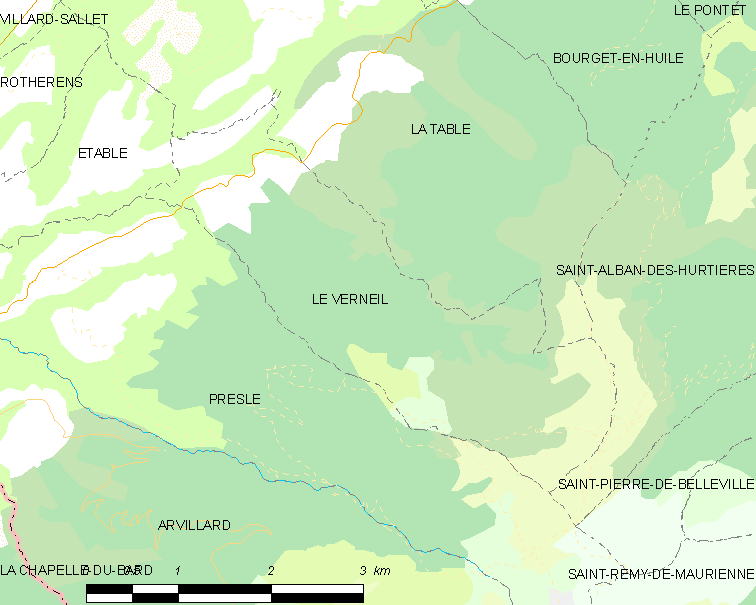
勒韦尔内伊的OSM定位图

勒韦尔内伊的时区为UTC+01:00、UTC+02:00（夏令时）。

## 行政
勒韦尔内伊的邮政编码为73110，INSEE市镇编码为73311。

## 政治
勒韦尔内伊所属的省级选区为蒙梅利扬县。

## 人口

1962-2008年间勒韦尔内伊人口变化图示

勒韦尔内伊于2022年1月1日时的人口数量为89人。